# قلعه ارژنگ
قلعه ارژنگ مربوط به دوران‌های تاریخی پس از اسلام است و در شهرستان طالقان، روستای میناوند واقع شده و این اثر در تاریخ ۱۲ بهمن ۱۳۸۱ با شمارهٔ ثبت ۷۰۸۱ به‌عنوان یکی از آثار ملی ایران به ثبت رسیده‌است.
ارژنگ قلعه بر فراز کوه ارژنگ یا ارچنگ در جنوب روستای میناوند از توابع بخش مرکزی شهرستان طالقان واقع شده‌است. این کوه گرچه چندان مرتفع نیست، لیکن به دلیل منفرد بودن قله، شکل مخروطی آن، و بافت صخره‌ای جبهه شمالی قله، از زیبایی و ابهت خاصی برخوردار است. 
از روستای میناوند تا قله کوه یا همان محل قرارگیری قلعه، دو تا سه ساعت راهپیمایی دارد. تا حدود پانصد متری قلعه را با ماشین می‌توان طی کرد. در ایام سرد سال برف مسیر خاکی را می‌پوشاند. قلعه ارژنگ که آثار بجا مانده از آن بالای روستای میناوند قرار دارد در سال ۵۴۴ به به دست امیر کیا محمد بزرگ امید ساخته شده‌است. ارژنگ قلعه را در طول تاریخ دل جنگ و قلادوش هم گفته‌اند. این قلعه یکی از قلاع مهم اسماعیلیه در منطقه طالقان بشمار می‌رفته‌است.با توجه به موقعیت سوق الجیشی قلعه به نظر می رسد که دژ دیده بانی و یا مرکز فرماندهی محلی بوده باشد. گنجینه های فراوانی در اطراف این قلعه مدفون بوده که طی دهه های گذشته توسط حفاران غیرمجاز به تاراج رفته است. در حال حاضر، دو اتاق تو در تو با دیوارهایی از سنگ و ساروج تنها آثار باقیمانده از این قلعه تاریخی می باشد.